# ハイブリッドコンピュータ

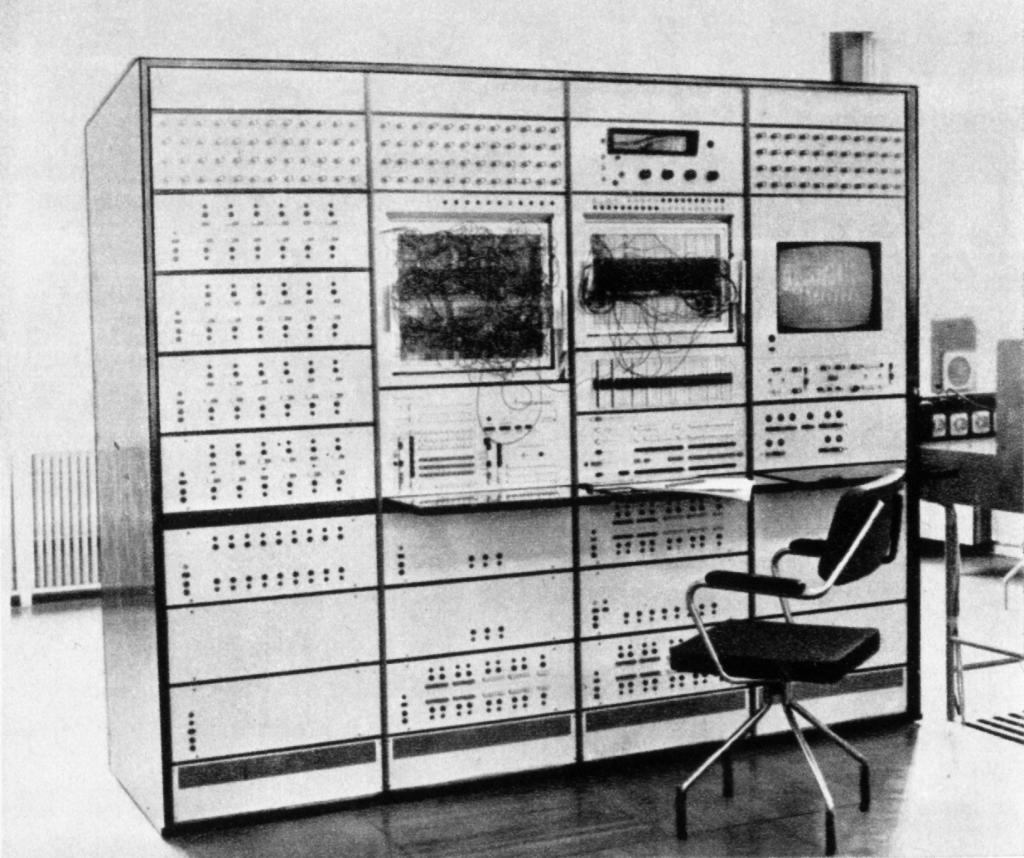
ポーランド製ハイブリッドコンピュータ WAT 1001

ハイブリッドコンピュータ（英: Hybrid computer）は、アナログコンピュータとディジタルコンピュータなど、基本原理が異なるコンピュータのそれぞれの長所を組み合わせて良い性能と計算結果を得ることを目的としたコンピュータである。この記事では以下、歴史的に一時期活躍した（また、21世紀以後も可能性の研究例のある）ディジタルコンピュータによる論理的・シーケンス的な制御や数値計算と、電子式アナログ計算機によるアナログ的な方程式の求解とを組み合わせたものについて述べる。他にも、光コンピューティングや量子コンピュータなどに関して、既存の技術ではシステムの全てを構築できないため、電子式ディジタルコンピュータと組み合わせたシステムが見られる。

## 概要
電子式アナログ計算機は、方式にもよるが、いわゆる高速型では、電気が回路を流れる速さで複雑な方程式を解くことができ、ほぼ光の速さである（集積回路により細密化し、配線の容量と抵抗が無視できなくなったのより前の話）。しかし、その精度は良くなく、せいぜい3桁から4桁程度である。
ディジタルコンピュータは、計算しようと思えば（メモリの容量が許す限り）無制限の精度で方程式を解くことも可能だが、それに必要な計算量に比例した時間が掛かる。また、前述のようにアナログコンピュータが（相対的に）速かった時代には、それと比較して極めて遅かった。また、一般的な話としては、複雑な方程式を解くには、数値解析手法を繰り返し適用して近似する必要があり、初期の予測が悪いと大変な回数の繰り返しが必要になる（必要な精度によっても異なる）。多くのリアルタイム性の必要な応用（例えば、フェーズドアレイレーダーなど）では、このようなデジタル回路による計算では遅過ぎるが、即時に計算結果が得られるアナログ回路では混入するノイズが大きく精度が不足する。
ハイブリッドコンピュータの一例としては、アナログコンピュータのフロントエンドを使って精度は低いが性質の良い予測値を算出し、それをデジタルコンピュータに入力して上述のような数値解析を行うことで素早く必要な有効数字の解を得る（繰り返し回数が減らせるため）、というものである。
動物の神経系も一種のハイブリッドコンピュータと見ることができる。神経細胞から神経細胞へシナプスを通って送られる信号は化学的な離散（デジタル）パケットであり、それを神経細胞でアナログ的に累積し、電位がしきい値に到達すると、次の神経細胞に信号が送られる。この利点はいくつかある。まず、ノイズが最小化され、しかも加算的でない。また、電位のゼロレベルを全体で共通にする必要がない。さらに信号経路上の各神経細胞の活動にばらつきがあっても信号の劣化が最小限に抑えられる。個々の神経細胞はアナログコンピュータのように働き、シナプスはデジタルコンピュータのように働く。
Convey社は2012年4月よりHC-2というハイブリッドコンピュータを発売した。これはFPGAを用いたもので、PCI Expressを使用してPCに接続する。使用するFPGAは、基本モデルはXilinxのVertex-5，exモデルはVertex-6。用途の30%は遺伝子マッチングなどのバイオインフォマティクス分野と発表している。